# Pentatropis oblongifolia
Pentatropis oblongifolia är en oleanderväxtart som först beskrevs av Julien Noël Costantin, och fick sitt nu gällande namn av S. Liede. Pentatropis oblongifolia ingår i släktet Pentatropis och familjen oleanderväxter. Inga underarter finns listade i Catalogue of Life.